# Era uma Vez na América
Era uma Vez na América (em inglês: Once Upon a Time in America; em italiano: C'era una volta in America) é um filme ítalo-estadunidense de 1984 dos gêneros drama épico e crime, coescrito e dirigido pelo cineasta italiano Sergio Leone, e estrelado por Robert De Niro e James Woods. Foi produzido pelos estúdios americanos The Ladd Company, Embassy International Pictures e PSO Enterprises em conjunto com a Rafran Cinematografica da Itália. Baseado no romance The Hoods, escrito por Harry Grey, o filme narra a vida dos melhores amigos Noodles e Max enquanto lideram um grupo de jovens judeus do gueto que ganham destaque como gangsters judeus no mundo do crime organizado da cidade de Nova York. O longa explora temas de amizades de infância, amor, luxúria, ganância, traição, perda e relacionamentos rompidos, juntamente com a ascensão de mafiosos na sociedade americana.
Foi o último filme dirigido por Leone antes de sua morte cinco anos depois e o primeiro longa-metragem que ele dirigiu em treze anos. É também a terceira parcela da trilogia Once Upon a Time de Leone, que inclui os filmes C'era una volta il West (1968) e Giù la testa (1971). A cinematografia foi realizada por Tonino Delli Colli, enquanto a trilha sonora do filme foi composta por Ennio Morricone. Leone originalmente planejou dividir o filme em duas produções com cerca de três horas cada, mas depois acabou por produzir uma versão única de 269 minutos (4 horas e 29 minutos), sendo ainda posteriormente convencido pelas empresas distribuidoras a encurtá-la para 229 minutos (3 horas e 49 minutos); os distribuidores americanos, The Ladd Company e a Warner Bros., decidiram encurtar o filme ainda mais para 139 minutos (2 horas e 19 minutos) e reorganizaram as cenas em ordem cronológica, sem o envolvimento do diretor.
A edição estadunidense do filme foi um fator que contribuiu para que Era uma Vez na América se tornasse um fracasso comercial e de crítica nos Estados Unidos, com os críticos condenando duramente o trabalho de edição. Mesmo assim, a edição original que permaneceu em seu lançamento na Itália e no resto da Europa ajudou a salvar a reputação do filme, fazendo-o se tornar um dos grandes filmes do gênero gangster até hoje.

## Enredo
Na década de 1930, três bandidos procuram um homem chamado "Noodles". Noodles está se drogando em um antro de ópio com um jornal ao lado dele apresentando a morte dos contrabandistas Patrick Goldberg, Philip Stein e Maximilian "Max" Bercovicz. Ele se lembra da polícia removendo seus corpos, um queimado além do reconhecimento. Noodles escapa da captura e deixa a cidade.
Anos antes, na década de 1920, o jovem David "Noodles" Aaronson lidera uma gangue formada por ele e seus três amigos "Patsy" Goldberg, "Cockeye" Stein e Dominic, realizando trabalhos para o gangster local Bugsy. Eles conhecem Max enquanto ele frustra um de seus assaltos, mas tem o objeto roubado dele pelo policial corrupto Whitey. Max se junta à gangue deles e eles mais tarde chantageiam Whitey e recebem a mesma proteção policial que Bugsy.
A gangue se torna uma contrabandista de bebidas bem-sucedida. Eles depositam seus ganhos em um armário, dando a chave para um amigo deles, Moe "Gordo". Noodles está apaixonado pela irmã de Moe, Deborah, que sonha em se tornar uma dançarina. No entanto, devido à sua socialização como gangster, Deborah não vê futuro para o amor deles. Bugsy, agora um rival, embosca a gangue e atira fatalmente em Dominic. Noodles mata Bugsy e é condenado à prisão.
Após sua libertação uma década depois, Noodles se junta novamente à sua gangue. Durante um assalto a diamantes, eles usam a funcionária da joalheria Carol como informante. Ela incita Noodles a bater nela, após o que ele a estupra; mais tarde, ela se torna namorada de Max. Noodles percebe que o assalto foi encomendado por uma figura do sindicato para eliminar a concorrência. Isso leva a tensões entre Max e Noodles, que busca independência. A gangue fornece proteção ao chefe do sindicato dos Teamsters, O'Donnell, durante o qual eles trocam recém-nascidos em uma maternidade, punindo o chefe da polícia cuja esposa acabou de dar à luz um menino naquela clínica. Isso faz com que a polícia retire suas ações contra os trabalhadores em greve.
Noodles leva Deborah para um encontro luxuoso. Quando ela revela seus planos de seguir carreira em Hollywood, ele surta e a estupra. Quando ela parte no dia seguinte, ele tenta dar uma olhada nela sentada no trem, mas ela evita contato visual fechando sua janela no vagão enquanto o trem parte.
A revogação da Lei Seca força a gangue a procurar atividades alternativas. Max sugere um assalto ao Federal Reserve de Nova York, que Noodles e Carol consideram muito arriscado. Carol convence Noodles a informar a polícia sobre um delito menor feito por Max, esperando que uma breve prisão esfrie a ambição dele. Depois que Noodles chama a polícia, Max o nocauteia. Ao recuperar a consciência, Noodles descobre que Max, Patsy e Cockeye foram mortos pela polícia durante o assalto, conforme estabelecido no início do filme. Um Noodles cheio de culpa se esconde no antro de ópio. Durante sua fuga subsequente, ele percebe que o dinheiro do armário desapareceu.
Na década de 1960, Noodles retorna a Manhattan pela primeira vez desde a década de 1930 após receber uma carta indicando que sua identidade foi descoberta, buscando descobrir quem é o responsável. Ele descobre que os corpos de seus três amigos foram realocados para Riverdale. Ele visita seu mausoléu em Riverdale e encontra uma chave para um armário ferroviário.
Quando o armário é aberto é revelada uma mala cheia de dinheiro, declarada como adiantamento para seu próximo trabalho. Noodles descobre os escândalos de corrupção em torno do senador Christopher Bailey e visita Carol em uma casa de repouso administrada pela Fundação Bailey. Ela diz a ele que Max os manipulou para avisá-lo à polícia e que Max abriu fogo primeiro, desejando morrer jovem. Noodles vê Deborah, que se tornou uma grande atriz, em um anúncio de uma estação de trem e começa a suspeitar de uma conexão entre ela e Bailey. Ele rastreia Deborah e a visita, contando a ela sobre seu convite para uma festa na mansão de Bailey e desafiando-a a contar a ele sobre o misterioso trabalho, bem como a identidade de Bailey. Deborah admite ser amante de Bailey e implora a Noodles para deixar a cidade antes de enfrentar revelações dolorosas. Ignorando seu conselho, Noodles a deixa depois de ver o filho de Bailey, que se parece com o jovem Max.
Noodles conhece Bailey, que na verdade é Max. Tendo fingido sua morte, Max roubou o dinheiro da gangue e adotou uma nova identidade se tornando um homem de negócios que fez sucesso. Ele também fez de Deborah sua amante, roubando assim de Noodles tudo o que ele tinha. Diante da ruína devido ao escândalo de corrupção, Max revela que ele está por trás do misterioso trabalho, que é para Noodles matá-lo, mas Noodles se recusa. Quando Noodles sai da propriedade, um caminhão de lixo passa e um homem, presumivelmente Max, caminha em direção a Noodles até que o caminhão passe entre eles. Noodles vê a rosca transportadora por trás do caminhão moendo lixo e quando retorna sua visão para o homem ele não se encontra mais lá.

## Elenco
- Robert De Niro como David "Noodles" Aaronson
  - Scott Tiler como Noodles jovem
- James Woods como Maximilian "Max" Bercovicz
  - Rusty Jacobs como o jovem Max e David Bailey
- Elizabeth McGovern como Deborah Gelly
  - Jennifer Connelly como Deborah jovem
- Joe Pesci como Francis "Frankie" Monaldi
- Burt Young como Joe Monaldi
- Tuesday Weld como Carol
- Treat Williams como Jimmy Conway O'Donnell
- Danny Aiello como Chefe de Polícia Vincent Aiello
- Richard Bright como "Chicken" Joe
- James Hayden como Patrick "Patsy" Goldberg
  - Brian Bloom como Patsy jovem
- William Forsythe como Philip "Cockeye" Stein
  - Adrian Curran como Cockeye jovem
- Darlanne Fluegel como Eva
- Larry Rapp como Moe Gelly "Gordo"
  - Mike Monetti como Moe "Gordo" jovem
- Richard Foronjy como oficial "Fartface" Whitey
- Robert Harper como Sharkey
- Dutch Miller como Van Linden
- Amy Ryder como Peggy
  - Julie Cohen como Peggy jovem
- Estelle Harris como a mãe de Peggy

## Produção

### Desenvolvimento
Em meados da década de 1960, Sergio Leone leu o romance The Hoods do escritor Harry Grey, um pseudônimo para o ex-gângster que virou informante, cujo nome verdadeiro era Harry Goldberg. Em 1968, após filmar C'era una volta il West, Leone fez muitos esforços para falar com Grey. Tendo gostado da Trilogia dos dólares de Leone, Grey finalmente respondeu e concordou em se encontrar com Leone em um bar de Manhattan. Após esse encontro inicial, Leone se encontrou com Grey várias vezes ao longo do restante das décadas de 1960 e 1970, tendo discussões com ele para entender a América através do ponto de vista de Grey. Com a intenção de fazer outra trilogia sobre a América, consistindo em C'era una volta il West, Duck, You Sucker! e Era uma vez na América, Leone recusou uma oferta da Paramount Pictures para dirigir The Godfather para prosseguir com seu projeto favorito.
Em algum momento, Leone considerou outros colegas, incluindo Miloš Forman e John Milius, para o papel de diretor, com ele servindo apenas como produtor. Por algum tempo, o projeto foi vinculado aos produtores franceses André Génovès e Gérard Lebovici a ser produzido pela Gaumont, com Gérard Depardieu e Jean Gabin supostamente sendo os atores principais.
A aquisição dos direitos do romance provou ser complicada, pois eles foram comprados por Dan Curtis, que pretendia rodar o filme e recusou várias ofertas de Leone e de seus patrocinadores para revender os direitos. Curtis acabou transferindo os direitos para Alberto Grimaldi, em troca dos direitos do filme Burnt Offerings (1976) além de US$ 2 milhões adicionais. Durante todo esse processo, Leone se manteve como produtor do projeto.
Inicialmente, apenas um rascunho para a cena de abertura do filme foi feito, escrito por Ernesto Gastaldi e desenvolvido por Robert Dillon, que Dillon eventualmente usou no filme 99 and 44/100% Dead de John Frankenheimer, causando grande consternação de Leone. Depois que Grimaldi comprou os direitos, ele sentiu que precisava de um roteirista americano para capturar fielmente o espírito do romance; ele finalmente fez um acordo com Norman Mailer, cujo rascunho decepcionou muito Grimaldi e Leone, que mais tarde descreveu o rascunho de Mailer como "uma versão do Mickey Mouse [do romance]" que carecia de estrutura e "não fazia sentido algum". No entanto, alguns elementos dos dois primeiros rascunhos de Norman Mailer acabariam aparecendo no filme final.
Após o fiasco de Mailer, Leone optou por uma equipe de roteiristas totalmente italiana: Leonardo Benvenuti e Piero De Bernardi se concentrariam na seção dos anos 1920, Enrico Medioli nas ambientações dos anos 1930 e Franco "Kim" Arcalli nas mudanças de tempo, com Leone supervisionando e Franco Ferrini revisando o roteiro. Entre 1975 e 1976, as ideias de elenco de Leone ainda incluíam Depardieu e Gabin, bem como Richard Dreyfuss como Max, James Cagney, Robert Charlebois e aparições de Henry Fonda, James Stewart, George Raft e Glenn Ford. Em 1976, Ennio Morricone já havia composto todos os temas principais do filme. Enquanto isso, as relações entre Grimaldi e Leone azedaram, com Grimaldi não convencido da viabilidade comercial do filme e eventualmente saindo do projeto, sendo substituído em 1980 por Arnon Milchan. Nesta fase, as ideias de elenco de Leone incluíam Tom Berenger, Dustin Hoffman, Paul Newman e Liza Minnelli. Um roteiro de filmagem de 317 páginas foi concluído no final de 1981. O roteiro final, traduzido para o inglês por Stuart M. Kaminsky, foi aprovado por Leone em maio de 1982.

### Seleção de elenco
Em 1981, por sugestão de Milchan, Leone conheceu Robert De Niro e eventualmente lhe ofereceu um papel de sua escolha entre Noodles e Max. O comprometimento de De Niro acabou sendo crucial para Milchan garantir o apoio financeiro para o filme.
Para o papel de Max, eventualmente interpretado por James Woods, cerca de duzentos atores foram testados. Elizabeth McGovern foi escolhida para o papel de Deborah contra o pedido de De Niro de ter uma nativa de Nova York com sotaque do Brooklyn, devido à apreciação de Leone por sua atuação em Ragtime (1981). Joe Pesci foi selecionado por Arnon Milchan por conta de seu papel em Raging Bull (1980), e foi oferecido um papel coadjuvante de sua escolha. Tuesday Weld foi escalada como Carol, um papel que Leone havia imaginado anteriormente para Claudia Cardinale, por recomendação de De Niro.
Para os papéis infantis, Leone confiou a tarefa a Cis Corman e pediu-lhe que não tivesse estrelas infantis e, em vez disso, tivesse atores que tivessem vivido no bairro judeu de Nova York e não tivessem experiência anterior em atuação; no final, Corman forneceu principalmente atores sem créditos em filmes, mas com experiências no palco e na televisão.

### Filmagens
As filmagens de Era Uma Vez na América começaram em junho de 1982 e acabaram em abril do ano seguinte. Os locais onde as filmagens ocorreram foram nos Estados Unidos, Canadá, Itália e França, com um ponto focal na cidade de Nova York. A maioria das cenas internas foram rodadas nos estúdios da Cinecittà de Roma.
A cena da praia, onde Max revela seu plano de roubar o Federal Reserve, foi filmada no The Don CeSar em Saint Pete Beach, Flórida. A cena da "Grand Central Station" da ferrovia de Nova York nos flashbacks dos anos trinta foi filmada na Gare du Nord em Paris. O interior do luxuoso restaurante onde Noodles leva Deborah em seu encontro foi filmado no Hotel Excelsior em Veneza, Itália. Filmar em Nova York provou ser difícil, pois o sindicato da indútria cinematográfica IATSE levantou uma forte controvérsia sobre o uso de uma equipe estrangeira por Leone e lançou uma campanha de protesto público tão massiva que o presidente Ronald Reagan pediu uma investigação do Departamento do Trabalho sobre o assunto.
De Niro filmou suas cenas em continuidade cronológica. Sua maquiagem como um homem velho exigiu de quatro a seis horas de preparação. Depois de algumas semanas, Nilo Jacoponi, Manlio Rocchetti e Gino Zamprioli substituíram Christopher Tucker, cuja maquiagem foi considerada excessiva e irrealista por Leone.

### Edição
No final das filmagens, Leone tinha dez horas de filmagem. Com seu editor, Nino Baragli, Leone reduziu o filme para quase seis horas, com planos iniciais de lançar a produção em duas partes. Os produtores recusaram pois consideraram o fracasso comercial de Novecento (1976) de Bernardo Bertolucci, que também foi dividido em duas partes, o que forçou Leone a encurtar Era Uma Vez na América ainda mais. O filme tinha originalmente 269 minutos (4 horas e 29 minutos), mas quando a produção estreou fora de competição no Festival de Cinema de Cannes de 1984, Leone o cortou para 229 minutos (3 horas e 49 minutos) para agradar mais os distribuidores, alegando que esta seria a versão definitiva a ser exibida nos cinemas.

### Música
A trilha sonora do filme foi composta pelo colaborador de longa data de Leone, Ennio Morricone. A faixa "Deborah's Theme" foi composta originalmente para um filme de Franco Zeffirelli, mas acabou sendo descartada. A trilha também é notável pela colaboração entre Morricone e Gheorghe Zamfir, que toca uma flauta de pã em algumas músicas. A música de flauta de Zamfir foi usada com efeito semelhante em Picnic at Hanging Rock (1975), de Peter Weir. Morricone também contou com a ajuda da cantora italiana Edda Dell'Orso para compor a trilha sonora.
Além da música original, o filme também apresentas músicas diegéticas, incluindo:
- "God Bless America" (escrita por Irving Berlin, interpretada por Kate Smith – 1943) – Toca nos créditos de abertura em um rádio no quarto de Eve e brevemente no final do filme.
- "Yesterday" (escrita por Lennon–McCartney – 1965) – Uma versão muzak desta faixa toca quando Noodles retorna a Nova York pela primeira vez em 1968, examinando-se em um espelho de estação de trem. Uma versão instrumental da música também toca brevemente durante a cena de diálogo entre Noodles e "Bailey" no final do filme.
- "Summertime" (escrita por George Gershwin – 1935) - Uma versão instrumental da ária da ópera Porgy and Bess toca suavemente ao fundo enquanto Noodles, pouco antes de sair, explica ao "Secretário Bailey" por que ele nunca poderia matar seu amigo.
- "Amapola" (escrita por Joseph Lacalle, letra americana de Albert Gamse – 1923) – Originalmente uma peça de ópera, várias versões instrumentais desta canção foram tocadas durante o filme; uma versão jazzística, que foi tocada no gramofone dançada pela jovem Deborah em 1918; uma versão semelhante tocada pela banda de jazz do "Gordo" Moe no speakeasy em 1930; e uma versão de cordas, durante o encontro de Noodles com Deborah. Ambas as versões estão disponíveis na trilha sonora.
- Parte do terceiro tema da abertura de La gazza ladra (Gioachino Rossini – 1817) – Usado durante a cena da troca de bebês no hospital.
- "Night and Day" (escrita e cantada por Cole Porter – 1932) – Tocada por uma banda de jazz durante a cena na praia antes dos banhistas receberem a notícia da revogação da Lei Seca e durante a festa na casa do "Secretário Bailey" em 1968.
- "St. James Infirmary Blues" - Tocada durante o "funeral" da Lei Seca no bar clandestino da gangue.

Um álbum da trilha sonora do filme foi lançado em 1984 pela Mercury Records. Isso foi seguido por um lançamento de edição especial em 1995, apresentando quatro faixas adicionais.
| Lado Um |                               |         |  |
| N.º     | Título                        | Duração |  |
| 1.      | "Once Upon a Time in America" | 2:11    |  |
| 2.      | "Poverty"                     | 3:37    |  |
| 3.      | "Deborah's Theme"             | 4:24    |  |
| 4.      | "Childhood Memories"          | 3:22    |  |
| 5.      | "Amapola"                     | 5:21    |  |
| 6.      | "Friends"                     | 1:34    |  |
| 7.      | "Prohibition Dirge"           | 4:20    |  |

| Lado Dois |                             |         |  |
| N.º       | Título                      | Duração |  |
| 8.        | "Cockeye's Song"            | 4:20    |  |
| 9.        | "Amapola, Part II"          | 3:07    |  |
| 10.       | "Childhood Poverty"         | 1:41    |  |
| 11.       | "Photographic Memories"     | 1:00    |  |
| 12.       | "Friends – Reprise"         | 1:23    |  |
| 13.       | "Friendship & Love"         | 4:14    |  |
| 14.       | "Speakeasy"                 | 2:21    |  |
| 15.       | "Deborah's Theme – Amapola" | 6:13    |  |

| Faixas bônus (edição especial de 1995) |                                                           |         |  |
| N.º                                    | Título                                                    | Duração |  |
| 16.                                    | "Suite from Once Upon a Time in America (inclui Amapola)" | 13:32   |  |
| 17.                                    | "Poverty (versão temporária)"                             | 3:26    |  |
| 18.                                    | "Unused Theme"                                            | 4:46    |  |
| 19.                                    | "Unused Theme (versão 2)"                                 | 3:38    |  |

## Lançamento
Era Uma Vez na América estreou no Festival de Cinema de Cannes em 20 de maio de 1984, recebendo uma ovação de pé de quinze minutos após a exibição. Nos Estados Unidos, uma versão fortemente editada do filme recebeu um amplo lançamento em 894 cinemas em 1º de junho de 1984 e arrecadou US$ 2,4 milhões durante seu fim de semana de estreia. O filme encerrou sua bilheteria com uma arrecadação de pouco mais de US$ 5,3 milhões contra um orçamento de US$ 30 milhões, se tornando um fracasso comercial.
Várias mulheres na estreia do filme reagiram furiosamente, principalmente devido às duas sequências de estupro. Uma delas mais tarde confrontou Robert De Niro em uma entrevista coletiva e fez comentários duros sobre a representação do filme, descrevendo-o como "violência flagrante e gratuita". Em geral, as cenas de estupro especificamente foram controversas. Richard Godden defendeu a representação de estupro no filme de Leone, dizendo que ela "articula a disfunção entre corpos em imagens e os próprios corpos". Sobre a cena em que o personagem de De Niro estupra sua personagem, Elizabeth McGovern disse que "não glamoriza o sexo violento: é extremamente desconfortável de assistir e é para ser"; ela continuou afirmando:
E se você disser "essa violência é errada", você teria que ampliar isso para dizer "toda violência em filmes é errada", e então você teria que dizer "você só pode fazer filmes sobre pessoas boas que obedecem à lei e fazem coisas certas", o que, primeiro, exclui muito do que a vida é e, segundo, resulta em alguns filmes muito chatos.
Em seu livro, o estudioso de Leone, Christopher Frayling, argumenta que a gangue central do filme é toda emocionalmente atrofiada: "como meninos obcecados com seus 'equipamentos' que não têm ideia de como se relacionar com mulheres de carne e osso".

### Versões alternativas

#### Estados Unidos
Inicialmente o filme foi exibido em lançamento limitado para críticos de cinema na América do Norte, onde foi ligeiramente cortado para garantir uma classificação "R". Foram feitos cortes em duas cenas de estupro e em algumas das cenas de violência mais gráficas no início. O encontro de Noodles com Bailey em 1968 também foi cortado. O filme obteve uma recepção medíocre em várias estreias na América do Norte. Por causa dessa reação inicial do público, do medo de sua duração, de sua violência gráfica e da incapacidade dos cinemas de fazer várias exibições em um dia, a The Ladd Company cortou cenas inteiras e removeu aproximadamente noventa minutos do filme sem a supervisão de Leone.
Como resultado, o lançamento estadunidense foi drasticamente diferente do lançamento europeu, pois a história não cronológica foi reorganizada em ordem cronológica. Outros cortes importantes envolveram muitas das sequências da infância dos personagens, tornando as seções adultas de 1933 mais proeminentes. O encontro de Noodles com Deborah em 1968 foi cortado e a cena final de Bailey termina com ele atirando em si mesmo (representado com um som de um tiro fora da tela) em vez da conclusão do caminhão de lixo da versão original de 229 minutos. A filha de Sergio Leone, Raffaella, declarou que seu pai havia desaprovado fortemente essas edições, alegando que Leone sequer considerava esta versão como sendo um filme seu.

#### União Soviética
Na União Soviética, o filme estreou nos cinemas no final da década de 1980, acompanhado de outros sucessos de bilheteria de Hollywood, como os dois primeiros filmes do King Kong. A história foi reorganizada em ordem cronológica e o filme foi dividido em dois, com as duas partes exibidas como filmes separados, uma contendo as cenas da infância e a outra compreendendo as cenas da vida adulta. Ao contrário da versão estadunidense, a versão soviética não realizou nenhum corte de cenas.

#### Restauração da versão original

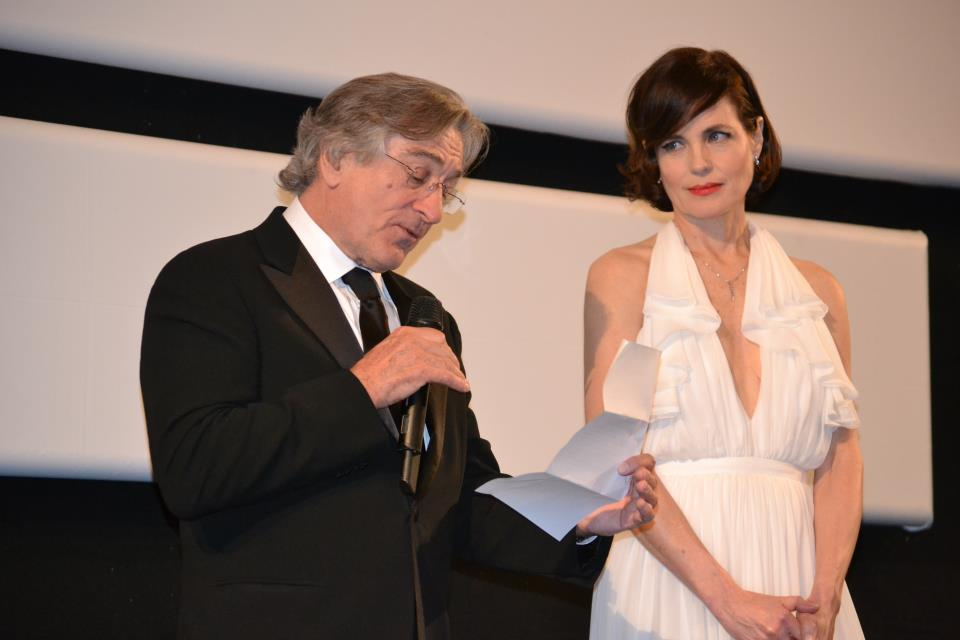
Robert De Niro e Elizabeth McGovern durante a exibição da versão restaurada do filme, no Festival de Cannes de 2012.

Em março de 2011, foi anunciado que a versão original de 269 minutos de Leone seria recriada por um laboratório de cinema na Itália sob a supervisão dos filhos do diretor, que haviam adquirido os direitos de distribuição italianos, e do editor de som original do filme, Fausto Ancillai, para uma estreia em 2012 no Festival de Cinema de Cannes ou no Festival de Cinema de Veneza.
O filme restaurado estreou no Festival de Cinema de Cannes de 2012, mas devido a problemas imprevistos de direitos para as cenas deletadas, a versão restaurada final só apresentou um tempo de execução de 251 minutos. No entanto, Martin Scorsese (cuja sua empresa, a Film Foundation, ajudou com a restauração) declarou que estava ajudando os filhos de Leone a obter os direitos dos 24 minutos finais de cenas deletadas para criar uma restauração completa da versão de 269 minutos prevista por Leone. Em 3 de agosto de 2012, foi relatado que após a estreia em Cannes, o filme restaurado foi retirado de circulação, aguardando novos trabalhos de restauração.

#### Mídia doméstica
Na América do Norte, o filme foi disponibilizado em VHS pela Warner Home Video em 1985 e 1991. Para o primeiro lançamento de 1985, foram disponibilizadas duas versões: uma de 226 minutos (contendo duas fitas) e outra contendo o corte teatral dos Estados Unidos de 139 minutos.
Em 2003, o filme foi lançado em DVD em uma edição especial de dois discos lançada em 10 de junho daquele ano, apresentando a versão original europeia de 229 minutos do filme. Esta edição especial foi relançada em 11 de janeiro de 2011, em DVD e Blu-ray. Em 30 de setembro de 2014, a Warner Bros. lançou um conjunto de dois discos Blu-ray e DVD da restauração de 251 minutos exibida no Festival de Cinema de Cannes de 2012, apelidado de "Extended Director's Cut". Esta versão foi lançada anteriormente na Itália, em 4 de setembro de 2012.

## Recepção crítica
A resposta crítica inicial a Era Uma Vez na América foi mista, por causa das diferentes versões lançadas em todo o mundo. Enquanto internacionalmente o filme foi bem recebido em sua forma original, os críticos estadunidenses demonstraram muito mais insatisfação com a versão de 139 minutos lançada no país. Esta versão editada se tornou um desastre crítico e financeiro e muitos críticos americanos que assistiram o filme em sua duração original condenaram a versão curta lançada nos Estados Unidos.
Alguns críticos compararam o encurtamento do filme ao encurtamento das óperas de Richard Wagner, dizendo que obras de arte que deveriam ser longas devem receber o respeito que merecem. Em sua crítica de 1984, o crítico de cinema Roger Ebert deu à versão sem cortes quatro estrelas de quatro e escreveu que era "um poema épico de violência e ganância", mas descreveu a versão teatral americana como uma "farsa"; além disso, Ebert deu à versão teatral americana uma estrela de quatro, chamando-a de "uma bagunça incompreensível sem textura, tempo, humor ou sentido". O parceiro crítico de cinema de televisão de Ebert, Gene Siskel, considerou a versão sem cortes original do filme como o "melhor longa-metragem de 1984" ao mesmo tempo em que considerou a versão editada como "o pior filme do ano". Contrastando com essas opiniões, Vincent Canby, em resenha para o jornal do The New York Times, criticou a narrativa não linear que se manteve na versão original de 229 minutos.
Foi somente após a morte de Leone e a subsequente restauração da versão original que os críticos começaram a dar-lhe o tipo de elogio exibido em sua exibição original em Cannes. O filme original sem cortes é até hoje considerado muito superior à versão editada lançada nos Estados Unidos. Ebert, em sua crítica para Os Intocáveis (1987) de Brian De Palma, considerou que a versão original sem cortes de Era Uma Vez na América é a que melhor retrata a era da Lei Seca no cinema. O ator James Woods, que particularmente o considera o melhor filme de Leone, mencionou no documentário incluso no DVD do filme que um crítico apelidou o filme de o pior de 1984, apenas para ver o corte original anos depois e chamá-lo de o melhor da década de 1980. Alguns críticos contestaram a violência gráfica e crueldade retratada no filme, com Donald Clarke do jornal The Irish Times, que o chamou de um "punhado de misoginia" e "ofensivamente sexista".
No site agregador de resenhas online Rotten Tomatoes, Era Uma Vez na América tem uma taxa de aprovação de 86% com base em 56 resenhas, obtendo uma pontuação média de 8,60/10 sob o seguinte consenso crítico: "O drama policial épico de Sergio Leone é visualmente deslumbrante, estilisticamente ousado e emocionalmente assustador, e repleto de ótimas performances de nomes como Robert De Niro e James Woods". No Metacritic, o filme tem uma pontuação média ponderada de 75/100 com base em resenhas de vinte críticos, indicando "críticas geralmente favoráveis".
O filme também foi classificado como um dos melhores filmes do gênero gangster. Na revista britânica Empire, o crítico Adam Smith comparou o filme favoravelmente a The Godfather, chegando a dizer: "O filme de Leone é indiscutivelmente o melhor dos dois - embora o menos popular - evitando, como o faz, o melodrama ensaboado da saga familiar de Coppola em favor de uma ambiguidade e simbolismo menos amigáveis ao público, mas mais intrigantes".
Quando a Sight & Sound perguntou a vários críticos do Reino Unido em 2002 quais eram seus filmes favoritos dos últimos 25 anos, Era Uma Vez na América ficou em décimo lugar. Em 2015, o filme foi classificado em nono lugar na lista da Time Out dos 50 melhores filmes de gângster de todos os tempos, enquanto em 2021, o jornal britânico The Guardian considerou-o como o quarto maior filme de mafiosos já feito. Em 2023, o The A.V. Club o classificou em sétimo lugar em sua lista dos maiores filmes de gângster de todos os tempos.

### Prêmios e indicações
O lançamento editado do filme nos Estados Unidos, além de contribuir para o fiasco comercial, também foi crucial para que o filme não conseguisse nenhuma indicação ao Óscar em sua época de lançamento. A música do filme foi desqualificada dos critérios de indicação para Melhor Trilha Snora da Academia de Artes e Ciências Cinematográficas por um detalhe técnico, já que a The Ladd Company acidentalmente omitiu o nome do compositor nos créditos de abertura do filme ao reduzir seu tempo de execução para o lançamento americano.
| Cerimônia                                       | Categoria                          | Recipiente(s)      | Resultado |
| ----------------------------------------------- | ---------------------------------- | ------------------ | --------- |
| Prêmio BAFTA                                    | Melhor figurino                    | Gabriella Pescucci | Venceu    |
| Prêmio BAFTA                                    | Melhor trilha sonora               | Ennio Morricone    | Venceu    |
| Prêmio BAFTA                                    | Melhor direção                     | Sergio Leone       | Indicado  |
| Prêmio BAFTA                                    | Melhor atriz coadjuvante em cinema | Tuesday Weld       | Indicado  |
| Prêmio BAFTA                                    | Melhor cinematografia              | Tonino Delli Colli | Indicado  |
| Globo de Ouro                                   | Melhor direção                     | Sergio Leone       | Indicado  |
| Globo de Ouro                                   | Melhor trilha sonora original      | Ennio Morricone    | Indicado  |
| Academia de Cinema do Japão                     | Melhor filme estrangeiro           | –                  | Venceu    |
| Associação de Críticos de Cinema de Los Angeles | Melhor filme                       | –                  | Indicado  |
| Associação de Críticos de Cinema de Los Angeles | Melhor diretor                     | Sergio Leone       | Indicado  |
| Associação de Críticos de Cinema de Los Angeles | Melhor Trilha Sonora               | Ennio Morricone    | Venceu    |

## Interpretações
Como o filme começa e termina em 1933, com Noodles se escondendo em um antro de ópio de assassinos do sindicato, e a última cena do filme é de Noodles sorrindo, encharcado de ópio, o filme pode ser interpretado como tendo sido um sonho induzido por drogas, com Noodles se lembrando de seu passado e imaginando o futuro. Em uma entrevista de Noël Simsolo publicada em 1987, Leone deu suporte a essa interpretação, dizendo que as cenas ambientadas na década de 1960 poderiam ser vistas como um sonho de ópio de Noodles. Nos comentários do DVD do filme, o historiador e crítico de cinema Richard Schickel afirma que os usuários de ópio frequentemente relatam sonhos vívidos e que essas visões tendem a explorar o passado e o futuro do usuário.
O final em que Max aparece quando Noodles está saindo da mansão de Bailey e então desaparece de repente atrás de um caminhão apenas para Noodles ver as lâminas do caminhão girando, teria sido deixado ambíguo de propósito. James Woods, que interpretou Max, afirmou que não sabe se Max pulou no caminhão ou simplesmente desapareceu. O crítico Carlo Affatigato descreveu essa reviravolta como um "paradoxo", postulando que todo o filme é sobre como Noodles passa a segunda metade de sua vida buscando a verdade do que aconteceu, apenas para descobri-la, não aceitá-la e não investigar o que acontece com Max no final. Noodles só quer acreditar na realidade que ele criou para si mesmo, não em uma realidade objetiva. Affatigato também acredita que isso pode apontar para tudo isso sendo imaginação de Noodles.